# Monumento a Simón Bolívar (Madrid)
El monumento a Simón Bolívar es un ejemplar de arte público en Madrid. Dedicado a Simón Bolívar «el Libertador», figura clave en el proceso de independencia de varios territorios americanos de la Monarquía española. El monumento consta de un estatua ecuestre de bronce de Bolívar colocada sobre un pedestal de piedra. Está ubicado en el Parque del Oeste.

## Historia y descripción
Es el intento exitoso de una serie de iniciativas anteriormente fallidas que pretendían erigir un monumento a Bolívar en Madrid,que se remontaban en el tiempo hasta por lo menos 1922; entre estas se llegó a incluir una propuesta faraónica firmada por Juan de Ávalos con una altura de 100 metros.
El alcalde de Madrid Carlos Arias Navarro (1965-1973), Antonio Aparisi Mocholí y Luis Sánchez Agesta dieron el impulso definitivo al plan en la década de 1960 y el diseño fue finalmente confiado al escultor español Emilio Laiz Campos. El monumento fue financiado por las naciones bolivarianas.
La composición de bronce presenta a Bolívar montado a caballo mientras levanta su sable contra los españoles; entretanto el caballo levanta su pata delantera derecha.La figura equina fue modelada en inspiración directa de un ejemplar de la ganadería de Ángel Peralta Pineda.Laíz fundió réplicas de la estatua para enviar a Colombia y Venezuela. La estatua está colocada en un zócalo de piedra blanca de Colmenar de Oreja y un basamento de granito, con una altura total de 7,50 m.
Colocado desde 1968 en el Parque del Oeste e inaugurado el 28 de octubre de 1970, el monumento no tardó en ser trasladado a una ubicación nueva en el parque, y en el proceso tres nuevas placas fueron añadidas al pedestal; la frontal reza «simón bolívar — libertador — de colombia — de venezuela — panamá — ecuador — perú — bolivia — 1783-1830».

## Controvertida ubicación
El monumento a Simón Bolívar, que dedicó la mayor parte de su vida a combatir la presencia de España en América, y llegó a decretar muerte a todos los "españoles y canarios" en 1813 en el contexto de la guerra de independencia venezolana, se levanta sobre los restos del Monumento a los Mártires de las Guerras Coloniales, erigido en 1908 en recuerdo a los soldados españoles muertos en las guerras de Ultramar de 1895-1898, que quedó prácticamente destruido durante la Guerra Civil.  